# 마이크로소프트 투두
마이크로소프트 투두는 마이크로소프트에서 개발한 클라우드 기반 작업 관리 응용 프로그램이다. 사용자는 스마트 폰, 태블릿 및 컴퓨터에서 작업을 관리 할 수 있다. 이 기술은 마이크로소프트가 인수 한 Wunderlist에 기반한 것이다.

## 역사
2017년 4월에 기본 기능만 포함한 베타버전이 선보였다. 2018년 6월에 작업 목록 공유를 포함한 더 많은 기능이 추가되었다.
2019년 9월, Wunderlist와 유사한 사용자 인터페이스를 채택한 업데이트 사항이 공개되었다. 이름도 To-Do에서 하이픈을 제거하였다.

## 같이 보기
- Wunderlist